# Holcaeus siccatorum
Holcaeus siccatorum är en stekelart som först beskrevs av Julius Theodor Christian Ratzeburg 1852.  Holcaeus siccatorum ingår i släktet Holcaeus och familjen puppglanssteklar. Inga underarter finns listade i Catalogue of Life.